# Ermita de Granyena

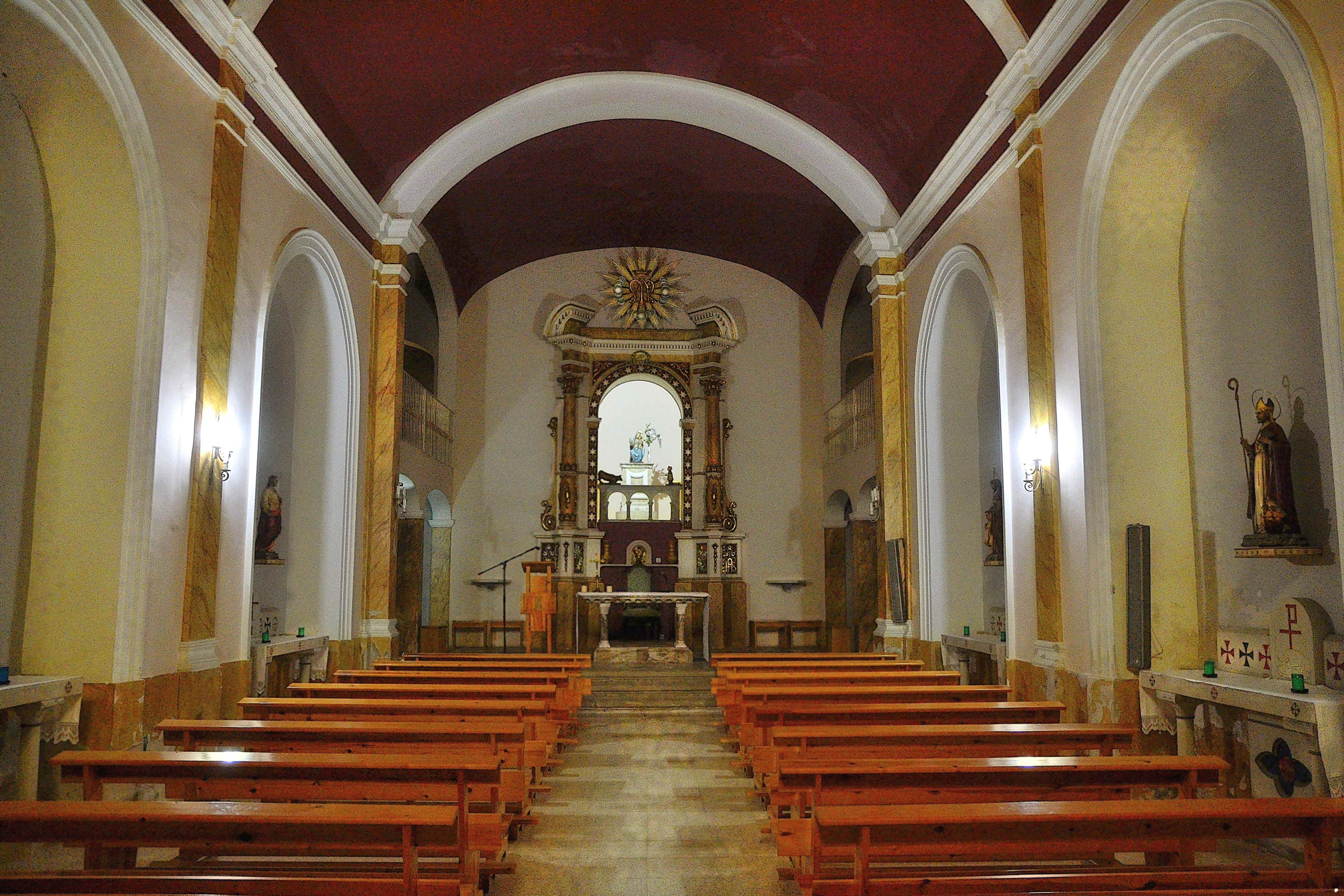
Ermita de Granyena (Lleida)

L'Ermita de Granyena és una església barroca de Lleida protegida com a bé cultural d'interès local.

## Descripció
És un gran edifici de planta baixa i un nivell amb una teulada de dos aiguavessos. Façana senzilla. Damunt la porta d'entrada hi ha un ull de bou i una espadanya. La casa del costat és l'antiga rectoria amb una porta de mig punt adovellada. Feta en pedra, murs de fàbrica de maó i ferro, cobertures de teula àrab.
Arquitectura popular d'origen medieval, si bé la construcció actual pot ésser datada al segle xiii. Primer fou una mesquita. Esmentada ja el 1308, es venera la Mare de Déu de Granyena, patrona d'Alcoletge.